# Yeison Mejía
Yeison Fernando Mejía Zelaya (Iriona, Colón, Honduras, 18 de enero de 1998) es un futbolista hondureño. Juega como extremo derecho y su actual club es el F. C. Motagua de la Liga Nacional de Honduras.

## Clubes
| Club                    | País           | Año       |
| ----------------------- | -------------- | --------- |
| Parrillas One           | Honduras       | 2018      |
| Deportivo Sansare       | Guatemala      | 2019      |
| Real Sociedad           | Honduras       | 2020      |
| Real España             | Honduras       | 2021-2023 |
| Sporting Kansas City II | Estados Unidos | 2023      |
| Motagua                 | Honduras       | 2023-Act. |

## Estadísticas
| Club                                   | Div                 | Temporada           | Liga  | Liga  | Copa Nacional | Copa Nacional | Copa Internacional | Copa Internacional | Total | Total | Prom. · |
| Club                                   | Div                 | Temporada           | Part. | Goles | Part.         | Goles         | Part.              | Goles              | Part. | Goles | Prom. · |
| -------------------------------------- | ------------------- | ------------------- | ----- | ----- | ------------- | ------------- | ------------------ | ------------------ | ----- | ----- | ------- |
| Real Sociedad Honduras                 | 1.ª                 | 2019-20             | 11    | 3     | -             | -             | -                  | -                  | 11    | 3     | 0,27    |
| Real Sociedad Honduras                 | 1.ª                 | 2020-21             | 10    | 0     | -             | -             | -                  | -                  | 10    | 0     | 0       |
| Real Sociedad Honduras                 | Total               | Total               | 21    | 3     | 0             | 0             | 0                  | 0                  | 21    | 3     | 0       |
| Real España Honduras                   | 1.ª                 | 2020-21             | 15    | 1     | -             | -             | -                  | -                  | 15    | 1     | 0,07    |
| Real España Honduras                   | 1.ª                 | 2021-22             | 33    | 1     | -             | -             | -                  | -                  | 33    | 1     | 0,03    |
| Real España Honduras                   | 1.ª                 | 2022-23             | 20    | 2     | -             | -             | 5                  | 1                  | 25    | 3     | 0,12    |
| Real España Honduras                   | Total               | Total               | 68    | 4     | 0             | 0             | 5                  | 1                  | 73    | 5     | 0,07    |
| Sporting Kansas City II Estados Unidos | 2.ª                 | 2023                | 4     | 0     | -             | -             | -                  | -                  | 4     | 0     | 0       |
| Sporting Kansas City II Estados Unidos | Total               | Total               | 4     | 0     | 0             | 0             | 0                  | 0                  | 4     | 0     | 0       |
| Motagua Honduras                       | 1.ª                 | 2023-24             | 35    | 7     | -             | -             | 8                  | 3                  | 43    | 10    | 0.22    |
| Motagua Honduras                       | 1.ª                 | 2024-25             | 37    | 3     | -             | -             | 9                  | 2                  | 46    | 5     | 0.10    |
| Motagua Honduras                       | Total               | Total               | 72    | 10    | 0             | 0             | 17                 | 5                  | 89    | 15    | 0.19    |
| Total en su carrera                    | Total en su carrera | Total en su carrera | 165   | 17    | 0             | 0             | 22                 | 6                  | 187   | 23    | 0.12    |